# Холмы гнева (фильм)
«Холмы гнева» (англ. The Angry Hills) — британский кинофильм 1959 года. Экранизация произведения, автор которого — Леон Урис.

## Сюжет
Незадолго до вторжения фашистских войск в Грецию в Афины приезжает американский военный корреспондент Майк Моррисон. Ему передают список с именами лидеров греческого подполья, с просьбой за вознаграждение передать его британской разведке. Майк отказывается, но передумывает, когда человек, передавший ему список, погибает. За втянутым в политические игры журналистом начинает охоту глава местного гестапо.

## В ролях
- Роберт Митчем — Майк Моррисон
- Стэнли Бейкер — Конрад Гейслер
- Элизабет Мюллер — Лиза Кириякидес
- Джиа Скала — Элефтерия
- Теодор Бикель — Димитриос Тассос
- Себастьян Кэбот — Чесни
- Питер Иллинг — Леонидес
- Лесли Филлипс — Рэй Тейлор
- Дональд Вулфит — доктор Стерджион
- Мариус Горинг — полковник Элрик Оберг
- Джоселин Лейн — Мария Тассос
- Кирон Мур — Андреас
- Джордж Пэстелл — папа Панос

## Оценки и критика
Фильм не имел успеха ни у зрителей, ни у критиков. Сам Роберт Олдрич также остался недоволен картиной: «Картина „Холмы гнева“ разочаровывает не потому, что она нехороша, а потому, что она могла быть хорошей. Имевшийся потенциал не был реализован даже отдалённо. <…> может быть, за „Десять секунд до ада“ стыдно, но за „Холмы гнева“ грустно. Доведись мне снимать „Десять секунд до ада“ завтра, я бы всё равно не знал, как сделать фильм лучше. Но я бы нашёл тысячу способов улучшить „Холмы гнева“».